# Пэлас оф Оберн-Хиллс
Пэлас оф Оберн-Хиллс (англ. The Palace of Auburn Hills) — спортивно-развлекательный комплекс в Оберн-Хиллс недалеко от Детройта, Мичиган. Его часто называют просто «The Palace». Открыт в 1988 году и до 2017 года являлся домашней ареной для команды «Детройт Пистонс» (НБА).
В комплексе также проходили многочисленные концерты.

## История
До того, как «The Palace» был открыт, у «Пистонс» не было удобной домашней арены. С 1957 по 1978 год команда играла в «Детройт Олимпиа» и в «Кобо-холл», которые плохо соответствовали требованиям НБА. В 1978 году владелец команды Билл Дэвидсон решил отказаться от совместного использование новой «Джо Луис Арена» в Детройте. Дэвидсон купил пустующий участок земли в городке Оберн-Хилс и построил «The Palace». Строительство обошлось в 70 миллионов долларов. Семья Дэвидсонов владеет контрольным пакетом акций арены с момента её постройки. Во время строительства арены «Пистонс» проводили домашние игры на арене Понтиак Сильвердом.
Арена была построена в заявленные сроки, как раз к новому чемпионату НБА сезона 1988-89, в котором «Детройт Пистонс» завоевали свой первый чемпионский титул. С тех пор, каждый раз, когда домашняя команда выигрывала чемпионат, номер в адресе арены изменялся. В настоящее время арена находится по адресу 6 Championship Drive, что соответствует трём титулам «Детройт Пистонс» в НБА и трём титулам «Детройт Шок» WNBA. Первоначальный адрес арены был 3777 Lapeer Road.
Первым музыкальным исполнителем, выступившим здесь с концертом, был Стинг. Это событие состоялось 13 августа 1988 года. Впоследствии на арене выступали Джордж Майкл, Дэвид Боуи, Дэвид Лий Рот, Phish, Хилари Дафф, Destiny's Child, Beyoncé, Алиша Киз, Мисси Элиот, Tamia, Кристина Агилера, Джастин Тимберлейк, Гвен Стефани, No Doubt, Тейлор Свифт, Pink Floyd, The Rolling Stones, Three Days Grace, Queen + Пол Роджерс и Crosby, Stills & Nash.
На протяжении двух ночей 18 и 19 июля 1992 года, группа The Cure записана здесь свой живой альбом Show.
Группа Kiss записала свой третий живой альбом здесь 27 ноября 1992 года. Этот концерт можно увидеть на первом диске Kissology Volume Three: 1992—2000.
26 августа 2001 года на арене выступала Мадонна с концертом в рамках тура Drowned World Tour. Этот концерт был показан вживую телекомпанией HBO.
В 1997 и 1998 годах арена принимала pay-per-view шоу WCW World War 3, а также в 1993 году WWF SummerSlam.
Спортивная площадка Пистонс носит название «William Davidson Court» в честь основателя арены.